# Górna Wieś (województwo małopolskie)
Górna Wieś – wieś w Polsce położona w województwie małopolskim, w powiecie krakowskim, w gminie Michałowice.
W latach 1975–1998 miejscowość administracyjnie należała do województwa krakowskiego.

Integralna część miejscowości: Zakońce.
Zobacz też: Górna Wieś, Górna Grupa, Górna Owczarnia, Górna Wola.